# Normandia robustior
Normandia robustior is een keversoort uit de familie beekkevers (Elmidae). De wetenschappelijke naam van de soort werd in 1900 gepubliceerd door Maurice Pic.